# Radeh-ye Seyḩān
Radeh-ye Seyḩān (persiska: رده سيحان, Seyḩān) är en ort i Iran.   Den ligger i provinsen Khuzestan, i den västra delen av landet, 700 km söder om huvudstaden Teheran. Radeh-ye Seyḩān ligger 4 meter över havet och antalet invånare är 537.
Terrängen runt Radeh-ye Seyḩān är mycket platt. Runt Radeh-ye Seyḩān är det ganska tätbefolkat, med 139 invånare per kvadratkilometer. Närmaste större samhälle är Abadan, 9,3 km nordväst om Radeh-ye Seyḩān. Trakten runt Radeh-ye Seyḩān är ofruktbar med lite eller ingen växtlighet.